# Budínek
Budínek (německy Budinek) je vesnice, část obce Svaté Pole v okrese Příbram ve Středočeském kraji. Nachází se asi 1,5 kilometru východně od Svatého Pole. Je zde evidováno 86 adres. V roce 2011 zde trvale žilo 107 obyvatel.
Budínek leží v katastrálním území Svaté Pole o výměře 3,95 km². K Budínku patří chatová oblast, která se nazývá Kramářka.

## Historie
První písemná zmínka o vesnici pochází z roku 1788.
Na okraji vesnice se nachází kulturní památka – kaple Panny Marie, která však leží již na katastru sousedních Rybníků.

## Obyvatelstvo
| Rok            | 1869 | 1880 | 1890 | 1900 | 1910 | 1921 | 1930 | 1950 | 1961 | 1970 | 1980 | 1991 | 2001 | 2011 | 2021 |
| -------------- | ---- | ---- | ---- | ---- | ---- | ---- | ---- | ---- | ---- | ---- | ---- | ---- | ---- | ---- | ---- |
| Počet obyvatel | 147  | 149  | 157  | 160  | 156  | 133  | 131  | 105  | 100  | 89   | 72   | 75   | 84   | 107  | 166  |
| Počet domů     | 24   | 24   | 24   | 25   | 25   | 25   | 26   | 32   | 32   | 24   | 22   | 29   | 40   | 50   | 55   |

## Obecní správa
Při sčítání lidu v letech 1850–1987 Budínek byl osadou obce Svaté Pole, se kterým patřil nejprve do okresu Příbram, ale v roce 1950 v okrese Dobříš a od roku 1960 opět v okrese Příbram. Od 1. ledna 1988 do 23. listopadu 1990 byl částí města Dobříš v okrese Příbram. Od 24. listopadu 1990 je opět částí obce Svaté Pole v okrese Příbram.

## Hospodářství
Sídlí zde firma Nohel Garden, distributor a výrobce zahrádkářských potřeb.